# Videbuskmätare
Videbuskmätare (Macaria artesiaria) är en fjärilsart som först beskrevs av Michael Denis och Ignaz Schiffermüller 1775.  Videbuskmätare ingår i släktet Macaria, och familjen mätare. Enligt den finländska rödlistan är arten starkt hotad i Finland. Arten förekommer tillfälligt i Sverige, men reproducerar sig inte. Artens livsmiljö är sandstränder vid Östersjön.